# Cotanes del Monte
Cotanes del Monte – gmina w Hiszpanii, w prowincji Zamora, w Kastylii i León, o powierzchni 14,83 km². W 2011 roku gmina liczyła 124 mieszkańców.